# As the Bells Rang Out!
As the Bells Rang Out! è un cortometraggio muto del 1910 diretto da David W. Griffith. Prodotto e distribuito dalla Biograph Company, il film uscì nelle sale cinematografiche statunitensi il 21 luglio 1910.

## Produzione
Il film fu prodotto dalla Biograph Company. Venne girato il 18 agosto 1910.

## Distribuzione
Distribuito dalla Biograph Company, uscì nelle sale cinematografiche statunitensi il 21 luglio 1910. Nelle proiezioni, veniva programmato con il sistema dello split reel, accorpato in un'unica bobina con un altro cortometraggio, Serious Sixteen. Copia della pellicola viene conservata negli archivi della Library of Congress.